# Mathieu Criaerd
Mathieu Criaerd, né en 1689, mort le 1er février 1776, est un menuisier et ébéniste français appartenant à une famille de menuisiers et ébénistes, fils d'un marchand bruxellois, travaillant à Paris au XVIIIe siècle.

## Biographie
Il a été reçu maître dans la Corporation des Menuisiers-ébénistes le 29 juillet 1738

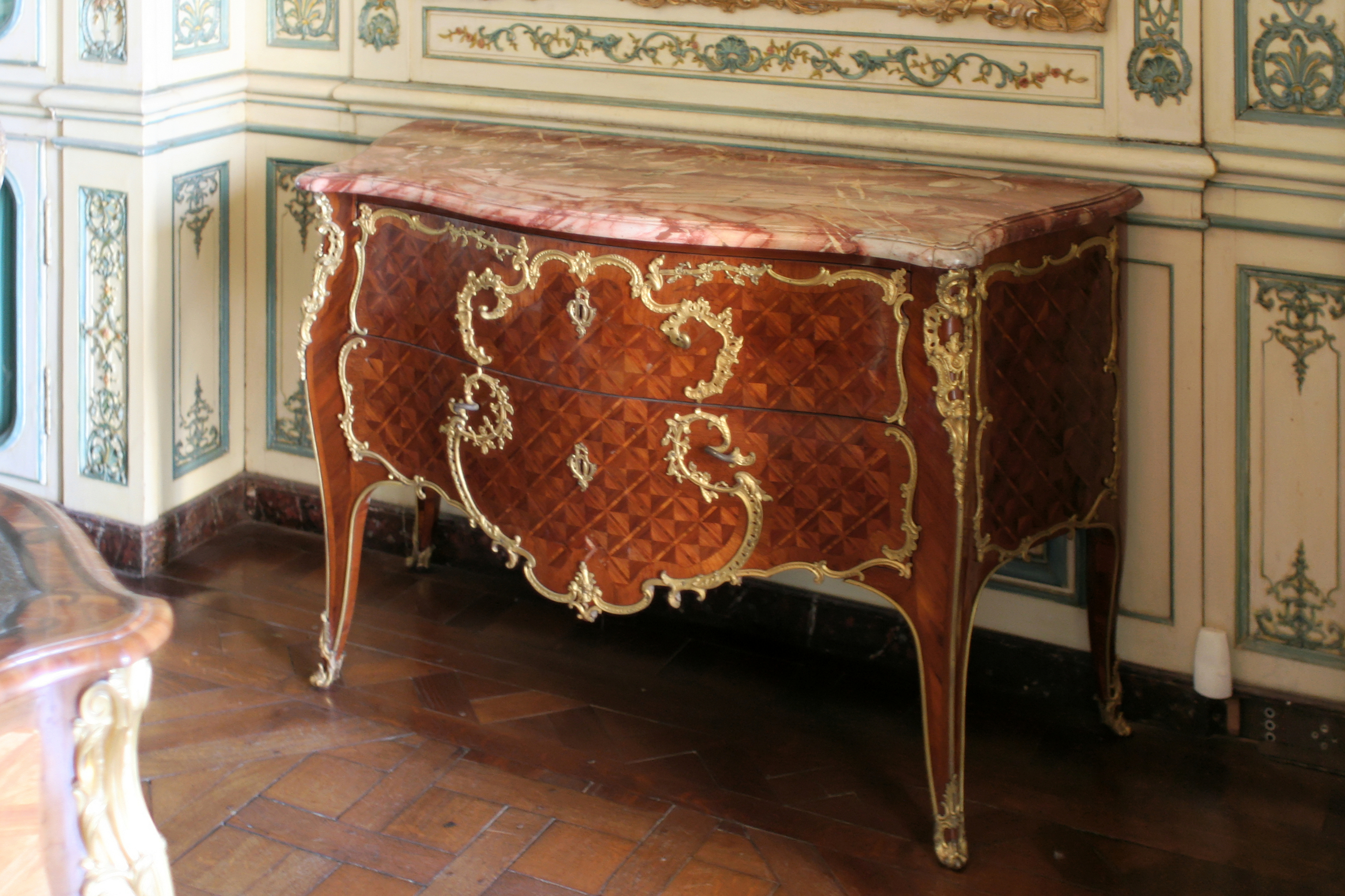
Commode estampillée Criaerd pour le cabinet intérieur du Dauphin au château de Versailles, en 1748.

. Il avait son atelier dans la rue Traversière-Saint-Antoine, dans le cœur du quartier de la fabrication de meubles de Paris. Il utilisait le timbre « M.CRIAERD ».
Les premières commodes fournies par Mathieu Criaerd sont droites ou cambrées en tombeau dans le style Régence. Elles étaient plaquées de bois sombre, palissandre ou amarante, ou de satiné. Elles sont ornées des bronzes utilisés au début du XVIIIe siècle. Les commodes sont recouvertes d'un marbre épais à bords moulurés, simplement posé sur le bâti. Les marbres sont de la brèche violette, de la griotte, de la fleur de pêcher, du gris des Ardennes.
C'est grâce au marchand mercier Thomas-Joachim Hébert (en), (1687 - 1773), que Mathieu Criaerd a reçu la commande de meubles décorés en vernis Martin dans le goût français en 1743, pour la chambre bleue de Mme de Mailly au château de Choisy. La table à écrire a disparu ainsi que la commode qui se trouvait dans l'hôtel Rothschild rue Saint-Florentin. Seule l'encoignure avec des motifs de chinoiserie, garnie de chutes et de sabots ciselés est restée et se trouve aujourd'hui au musée du Louvre. Cette série a rencontré un grand succès et a lancé la carrière d'Hébert auprès des clients fortunés comme marchand d'un mobilier raffiné et d'objets d'art à la cour de Louis XV. Mathieu Criaerd exécuta également pour le château de Choisy un mobilier de laque noir de la chine, destiné pour la chambre de Mademoiselle de Mailly, favorite de Louis XV, une table à écrire et deux encoignures, livrées par le marchand mercier Thomas-Joachim Hébert le 28 juin 1742 ; seul subsiste la table à écrire avec son plateau de laque, ouvrant par un secret enregistrée au no 1281 du journal du Garde-Meuble de la Couronne.
Mathieu Criaerd a fourni une commode pour le cabinet intérieur du Dauphin au château de Versailles, en 1748.
Une autre commode, a été livrée par Thomas-Joachim Hébert, le 22 juin 1748, au château de Compiègne, pour la chambre de la reine Marie Leszczynska, au couvent des Carmélites à Compiègne,.
Criaerd est spécialisé dans le mobilier plaqué avec de la laque chinoise ou d'imitation de laque, ou de marqueterie florale, avec des bronzes rococo.
À plusieurs occasions, il a fourni des carcasses de meubles à l'atelier de Jean-François Oeben, comme le montre le fait qu'il soit son créancier à sa mort en 1763. Comme l'observe François Watson, cette relation est « une indication suffisante de sa très grande qualité ».
Après la mort de sa femme en 1767, Criaerd a mis fin à son activité et a cédé son atelier à son plus jeune fils Sébastien-Mathieu Criaerd, connu sous le nom « Criaerd le jeune », qui a élargi l'aspect commercial de l'entreprise à titre de courtier dans l'ameublement.

## Famille
- Antoine Criaerd, son frère aîné, ébéniste de 1720 à 1750.
- Antoine-Mathieu Criaerd (vers 1724-24 décembre 1787), ébéniste reçu maître le 22 avril 1747.
- Sébatien-Mathieu Criaerd, frère cadet du précédent.